# Буковац (Молдавија)
Буковац (молд. Буковэц) је град у Страшенском рејону, у Молдавији.

## Знамените личности
- Јон Доска, светски шампион у дами.